# Ерін Муре
Ері́н Муре́ (англ. Erin Mouré; нар. 17 квітня 1955, Калгарі, Канада) — канадська поетеса, перекладачка з французької, галісійської, португальської, іспанської мов на англійську.

## Життєпис
Її мати Марія Ірен (Mary Irene) народилась 1924 р. в Галичині й емігрувала до Канади в 1929 році. Батько — Вільям Муре (William Moure) народився в Оттаві, Канада в 1925 році. Ерін має двох молодших братів: Кена і Білла. У 1975 Ерін переїхала до Ванкувера, Британська Колумбія, де стала вивчати філософію в Британо-колумбійському університеті. Зараз Ерін мешкає в Монреалі.
Ерін Муре авторка 15 книг поезії. Перекладала поезію Nicole Brossard (з Robert Majzels), Louise Dupré, галісійської поетки Chus Pato і чілійця Andrés Ajens на англійську, а також Fernando Pessoa з португальської. Її переклади двічі отримували премію the Griffin Prize, а також були фіналістами премії Governor General's Award. У своїй країні Ерін Муре була вшанована низкою відомих літературних премій: Governor General's Award, the AM Klein Prize, the Pat Lowther Award і номінувалася на премію the Griffin Prize за власну поезію. Її останні книги O Resplandor (2010) і — разом з Oana Avasilichioaei — Expeditions of a Chimæra (2009). Остання праця Ерін Муре The Unmemntioable опублікована у 2012 році. У ній є згадки села Великі Глібовичі на Львівщині та вплетені в текст фрази українською мовою.
Ерін Муре приїжджала до Львова 5 квітня 2011 року.

## Особисте життя
Ерін Муре є лесбійкою.

## Праці
- Empire, York Street — 1979
- Wanted Alive — 1983
- Domestic Fuel — 1985
- Furious — 1988
- WSW — 1989
- Sheepish Beauty, Civilian Love — 1992
- Two Women Talking: Correspondence 1985—1987 — 1994
- The Green Word: Selected Poems: 1973—1992 — 1994
- Search Procedures — 1996
- A Frame of the Book — 1999
- Pillage Laud — 1999
- Sheep's Vigil by a Fervent Person — 2001
- O Cidadán — 2002
- Little theatres — 2005
- O Cadoiro — 2007
- Expeditions of a Chimæra(в співпраці з Oana Avasilichioaei) — 2009
- O Resplandor — 2010
- The Unmemntioable;— 2012